# 巴尔德莫罗
巴尔德莫罗（西班牙語：Valdemoro），是西班牙马德里自治区的一个市镇，距离马德里27公里。总面积64.2平方公里，总人口73,976人（2017年），人口密度1152人/平方公里。

## 地名语源
- 民间语源：马德里地区的早期住民为反抗伊斯兰征服者在公元8世纪的入侵，留下了这样的话：“摩尔人，你们这样（进攻）只是徒劳，白费力气”（西班牙語：En balde, moro, te cansas），这个城镇以此得名。
- 假设1：由于穆斯林征服者曾经占领了伊比利亚半岛大部分地区，该地地名可能来自卡斯蒂利亚王国收复失地运动后的命名，“摩尔人的山谷”（Val (valle) de Moro）。
- 假设2：有学者给出了原始的阿拉伯语名“Wadi al-murr”，中文意为“苦涩的河流”。[2]

## 著名人物
- 龐迪我（1571年－1618年）：耶稣会西班牙传教士[3]

## 图集

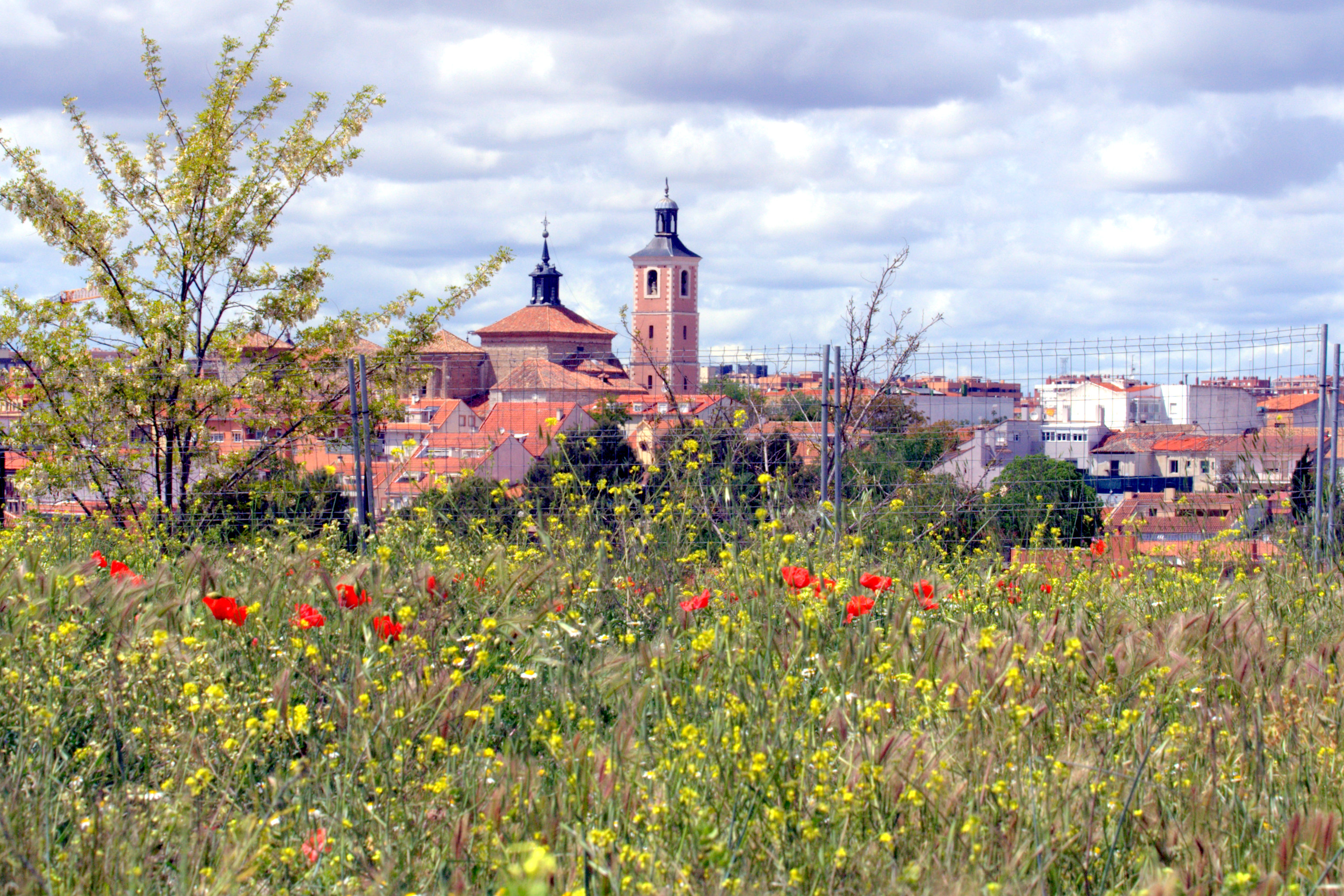
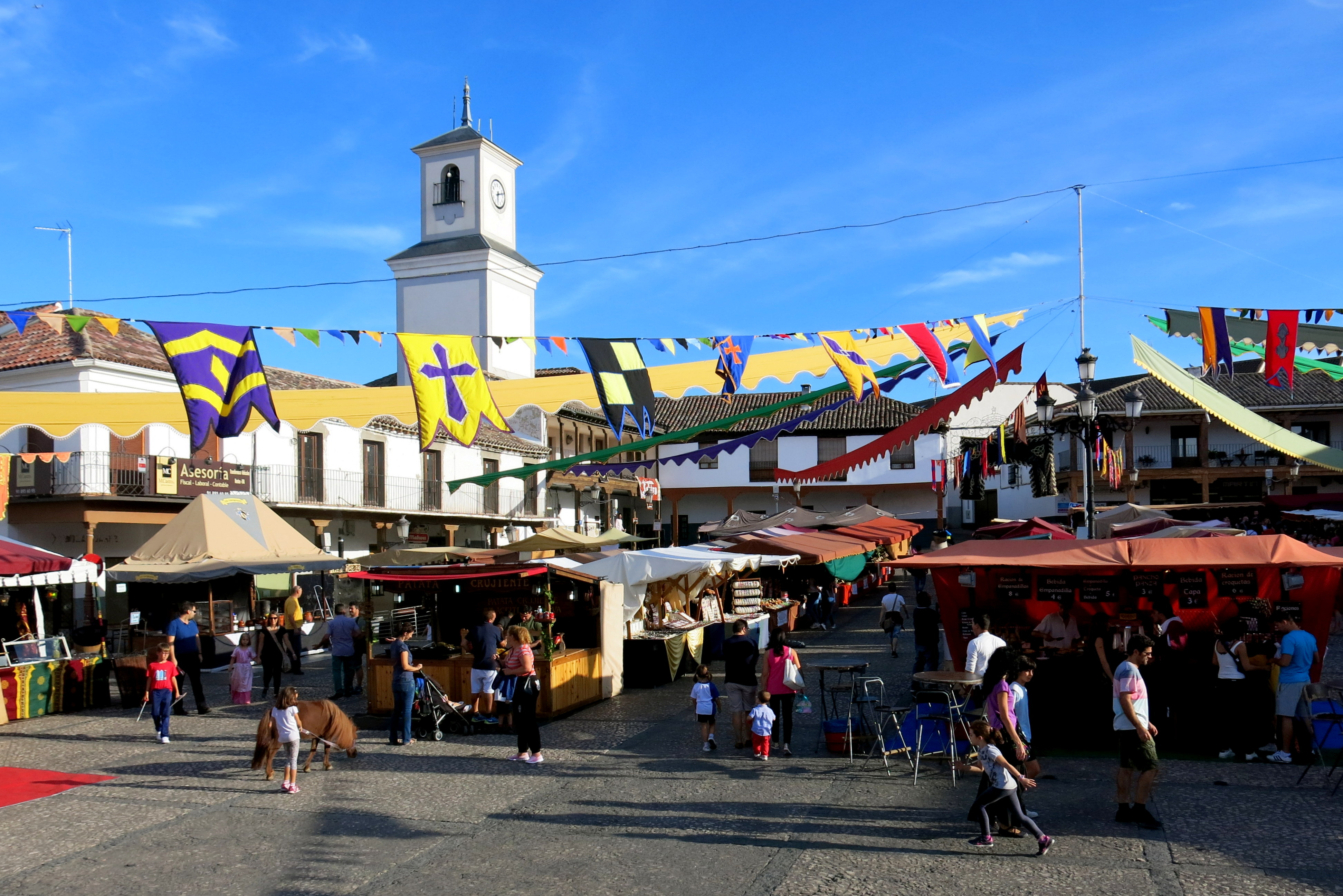
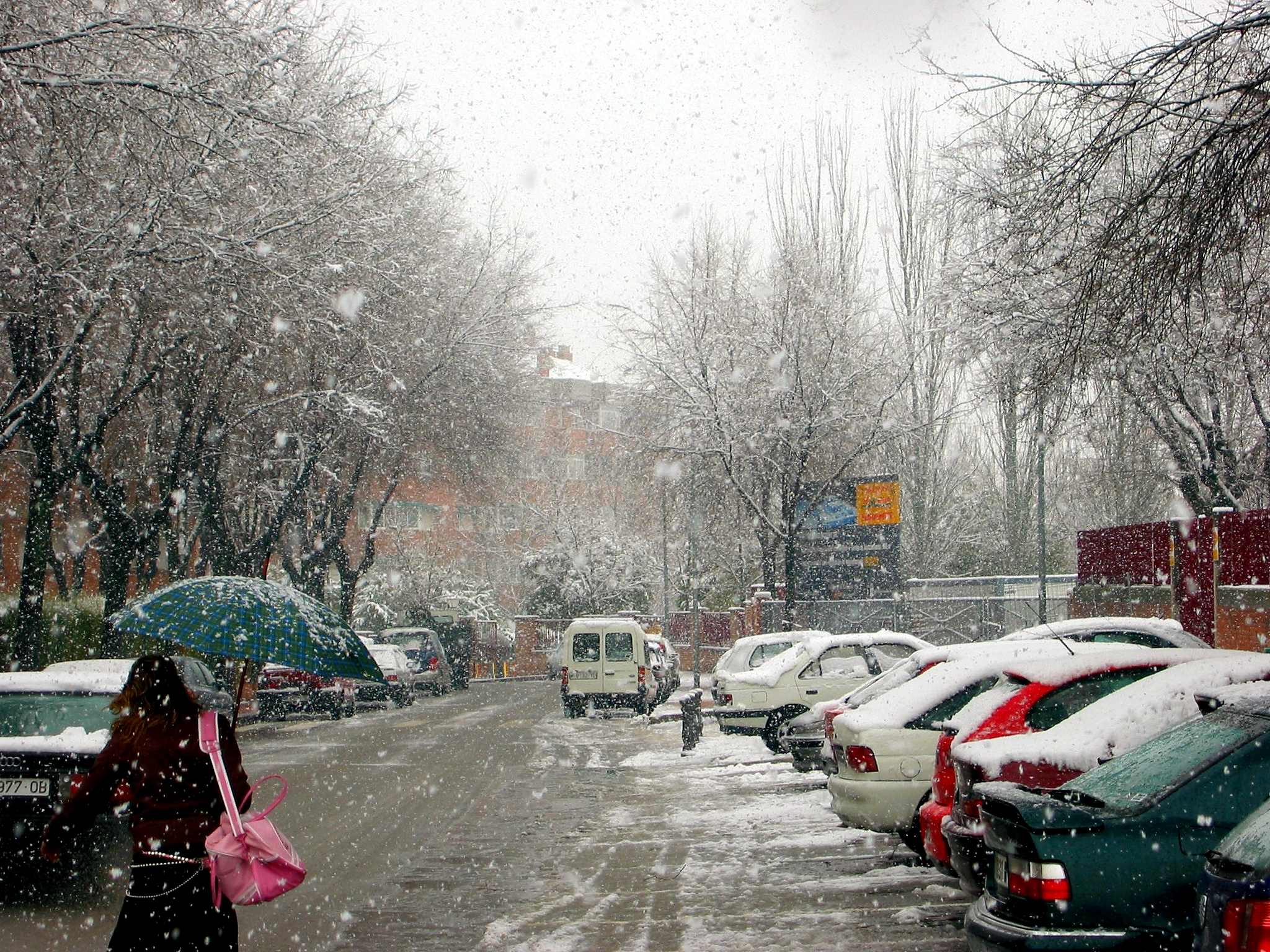
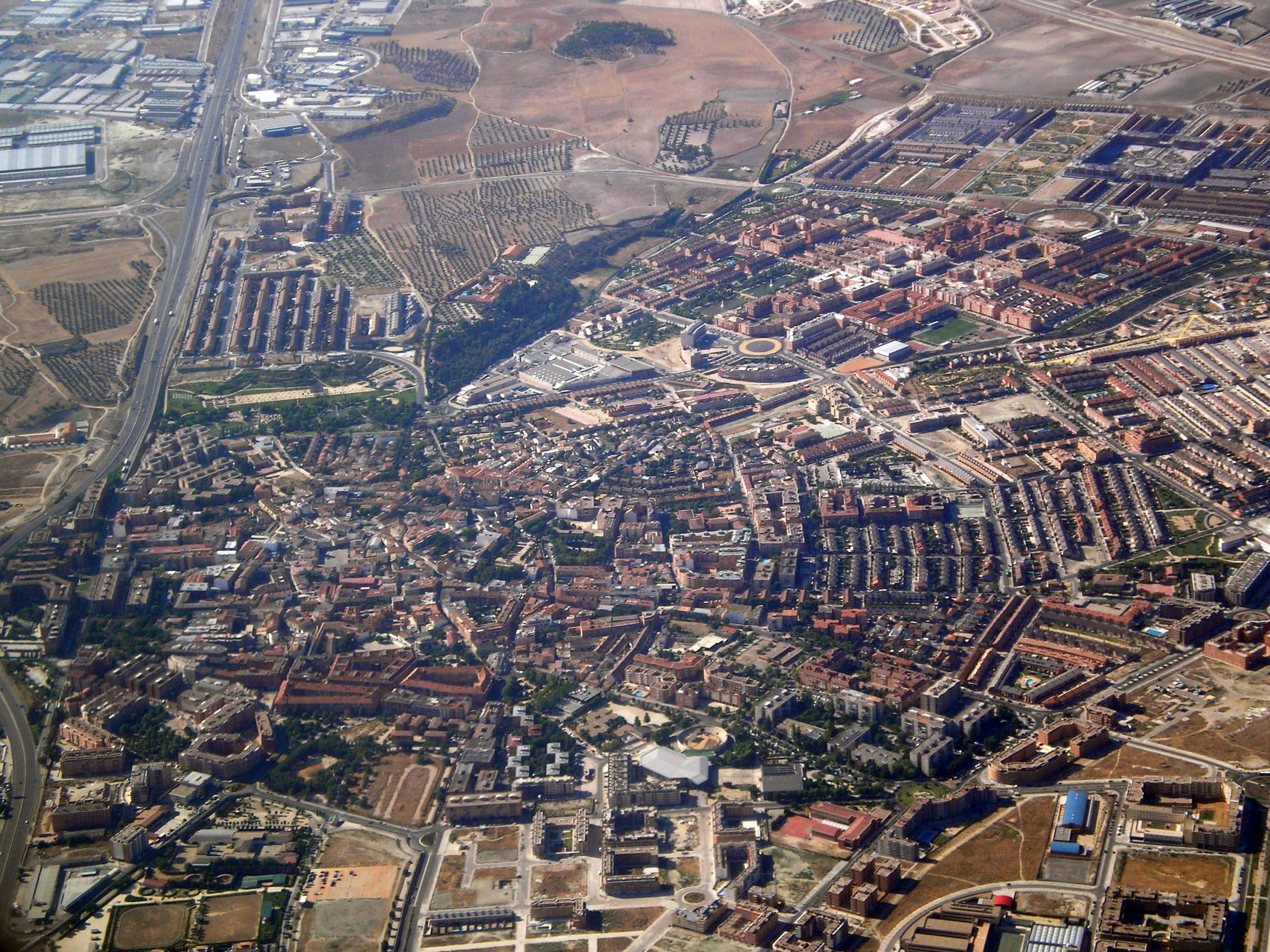

## 友好城市
- 西撒哈拉 楚格（英语：Zug, Western Sahara）（2007年11月）[4]
- 匈牙利 格德勒（2008年）[5]